# Lac des Chanteraines
Le lac des Chanteraines, également appelé lac des Tilliers, est un lac artificiel implanté dans le parc des Chanteraines sur la commune de Gennevilliers. Il est délimité par l'autoroute A86, l'avenue du Général-de-Gaulle et la Ligne d'Ermont - Eaubonne à Champ-de-Mars. D'une superficie de neuf hectares, il possède une réserve ornithologique.

## Activités de loisirs
Bien que la baignade y soit interdite depuis 2006, à cause de la présence répétée de germes de salmonellose, certaines activités sportives y sont pratiquées dans le cadre du Centre de Loisirs Jeunes, de la Police nationale. Y sont pratiqués par les adolescents de 12 à 18 ans inclus des activités d'initiation au catamaran, au dériveur, au kayak, et à la planche à voile.